# ضدشورش

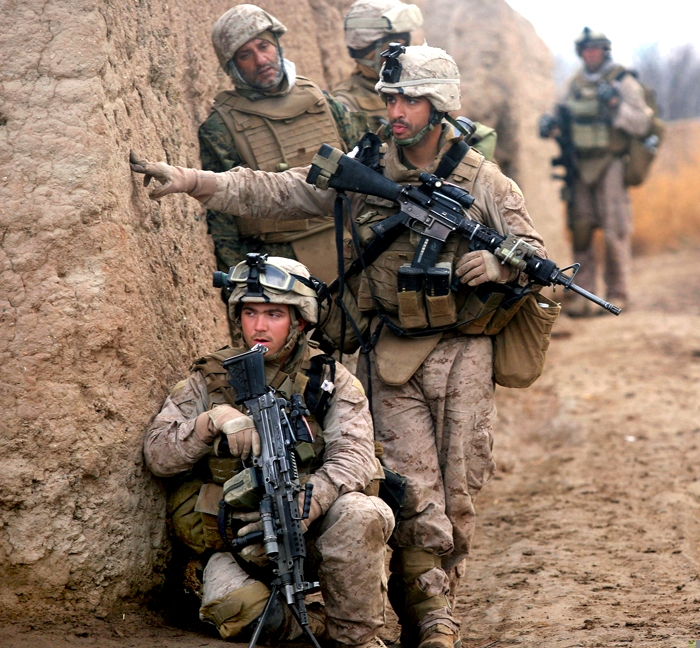
هنگ ۶ تفنگداران دریایی از سپاه تفنگداران دریایی ایالات متحده و سربازان ارتش امارت اسلامی افغانستان در حال گشت‌زنی در جریان عملیات ضدشورش در مارجه، افغانستان، فوریه ۲۰۱۰

ضدشورش (انگلیسی: Counterinsurgency) یا ضد شورش «مجموعه اقداماتی است که با هدف شکست دادن نیروهای نامنظم انجام می‌شود». فرهنگ انگلیسی آکسفورد، ضدشورش را به عنوان هر «اقدام نظامی یا سیاسی که علیه فعالیت‌های چریک‌ها یا انقلابیون انجام می‌شود» تعریف می‌کند و می‌تواند جنگ یک دولت علیه یک دشمن غیردولتی تلقی شود. مبارزات شورشی و ضدشورشی از زمان‌های قدیم آغاز شده است. تفکر غربی در مورد مبارزه با «جنگ‌های کوچک» در دوره‌های اولیه استعمار اروپایی مورد توجه قرار گرفت و تفکر مدرن در مورد ضدشورش در طول استعمارزدایی توسعه یافت.
در طول شورش و ضدشورش، تمایز بین غیرنظامیان و پیکارگران اغلب مبهم است. ضدشورش ممکن است شامل تلاش برای جلب قلب و ذهن جمعیت‌هایی باشد که از شورش حمایت می‌کنند. از طرف دیگر، ممکن است در تلاش برای ارعاب یا از بین بردن جمعیت غیرنظامی مظنون به وفاداری به شورش از طریق خشونت بی‌ملاحظه انجام شود.